# 키예프현

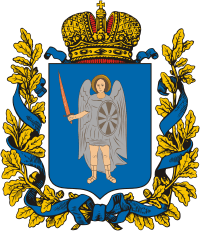
키예프현의 문장

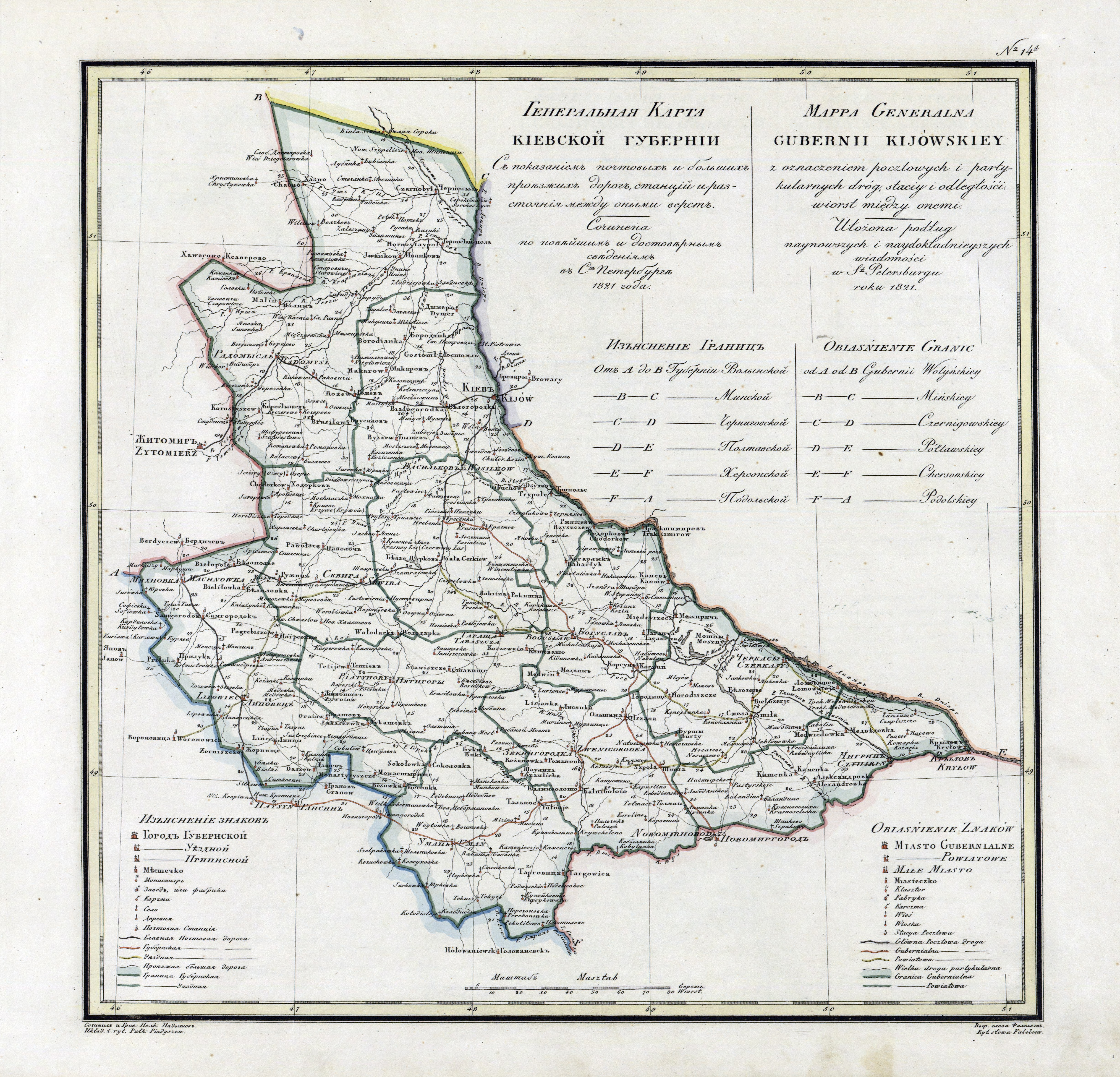
키예프현의 지도

키예프현(러시아어: Киевская губерния)은 1708년부터 1923년까지 존재했던 러시아 제국의 현으로 현도는 키이우(키예프)이며 면적은 50,957km2, 인구는 3,559,229명(1897년 당시 기준)이다. 현재의 우크라이나 키이우주와 체르카시주에 걸쳐 있었다.